# Johannes Andreas Urlaub
Johannes Andreas Urlaub (* 11. Januar 1735 in Thüngersheim; † 23. September 1781 in Würzburg) war ein fränkischer Maler des Barock.

## Leben und Werk
Johannes Andreas Urlaub wurde als viertes von acht Kindern des Winzers Johann Adam Urlaub und dessen Frau Maria Eva Göpfert geboren. Der Maler Georg Sebastian Urlaub war ein Großonkel zweiten Grades von Johannes Andreas Urlaub.
Ab 1750 lernte Johannes Andreas Urlaub beim Würzburger Hofmaler Franz Ignaz Roth († 1757) und wirkte hierbei auch an der Gestaltung des Kaisersaals in der Residenz mit. In Würzburg kam Urlaub auch mit Giovanni Battista Tiepolo sowie seinem Verwandten Georg Anton Urlaub, die ebenfalls am dortigen Hof beschäftigt waren, in Kontakt. Ein Frühwerk Johannes Andreas Urlaubs, von 1752, ist das Andachtsbild Christus am Kreuz in der Sakristei der Thüngersheimer St. Michael-Kirche. In den Jahren 1753 bis 1755 setzte Urlaub seine Studien an der Akademie der bildenden Künste Wien fort und kehrte anschließend wieder nach Würzburg zurück. Von 1763 bis 1770 hielt er sich in Paris auf. Während der Aufenthalte in Wien und Paris finanzierte Urlaub seinen Lebensunterhalt in erster Linie durch Porträtmalereien, ein Fresko in einer Pariser Hauskapelle soll er ebenfalls angefertigt haben. 1771 erhielt Urlaub das Würzburger Bürgerrecht, am 18. November desselben Jahres ehelichte er Maria Barbara Wahler, eine Tochter des bischöflichen Mundschenken Johann Wahler. Fortan erhielt Urlaub zahlreiche Aufträge für Altargemälde und Kirchenmalereien im gesamten Fürstbistum Würzburg: so beispielsweise für die Kirchen in Bolzhausen (Seitenaltäre, um 1771), Estenfeld (Seitenaltäre, 1773), Gaukönigshofen (Deckenfresken, 1776/1777), Untereisenheim (Altargemälde, 1777–1779) und Grünsfeld (Altargemälde, 1781). In einem Vertrag von 1773 wird Urlaub als „Hofmaler“ bezeichnet, ohne dass jedoch eine entsprechende Ernennung bekannt ist.
Urlaub war ein überaus produktiver Maler, hauptsächlich im Bereich der Sakralkunst. In seinen Werken lässt sich eine Orientierung an Anton van Dyck, Peter Paul Rubens sowie Tiepolo erkennen. Johannes Andreas Urlaubs Werke sind unter anderem gekennzeichnet durch einen „schnellen Pinselduktus“, eine Leichtigkeit und Bewegtheit in der Figurendarstellung sowie ein „reichhaltig angelegte[s] Kolorit“. Seine Werke weisen Ähnlichkeiten mit denen Georg Anton Urlaubs auf, sodass Gemälde teilweise falsch zugeschrieben wurden beziehungsweise werden. In Urlaubs Spätwerk sind bereits klassizistische Elemente bemerkbar. Urlaub widmete sich auch der Porträtmalerei, so befindet sich in der Bad Kissinger Oberen Saline ein Porträt des Fürstbischofs Adam Friedrich von Seinsheim (um 1755 entstanden) und in Privatbesitz ein Bildnis des Stiftskanonikus Georg Adam Hueber (von 1772). Zahlreiche andere Porträts sowie weitere Werke aus dem Schaffen Urlaubs sind zerstört oder gelten als verschollen.

## Werke (Auswahl)

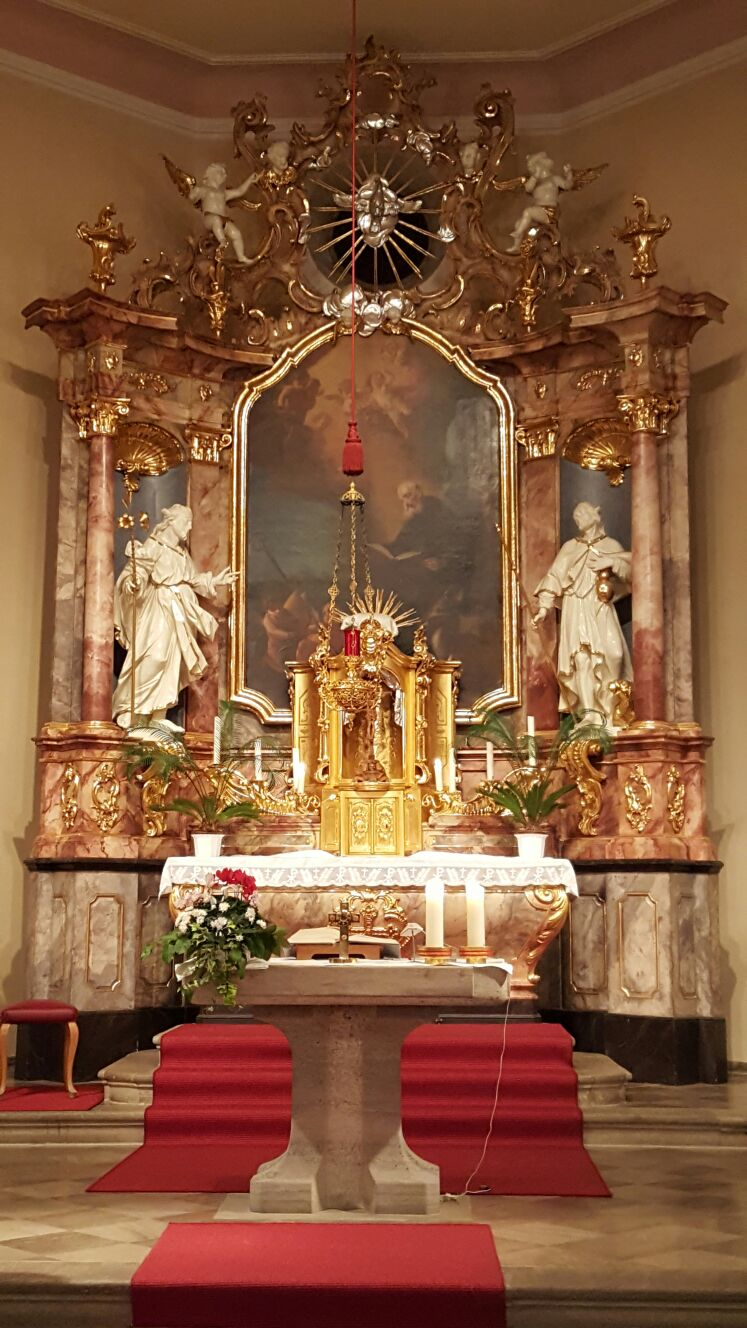
Hl. Ägidius, Gemälde für den Hauptaltar der Krensheimer Pfarrkirche (1777)
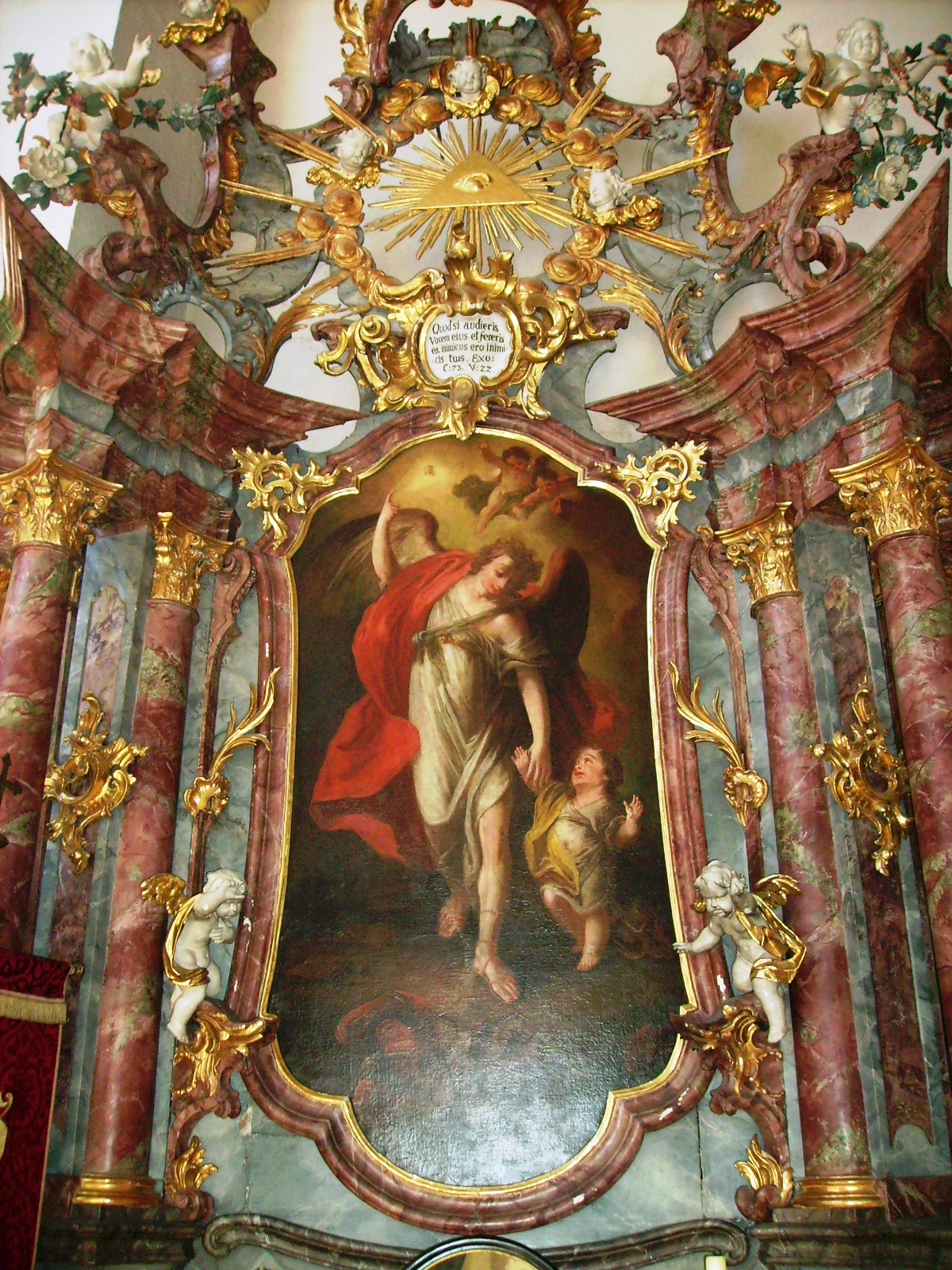
Schutzengel mit Kind, Pfarrkirche St. Georg, Tückelhausen, Gemälde für den südlichen Seitenaltar (1778)
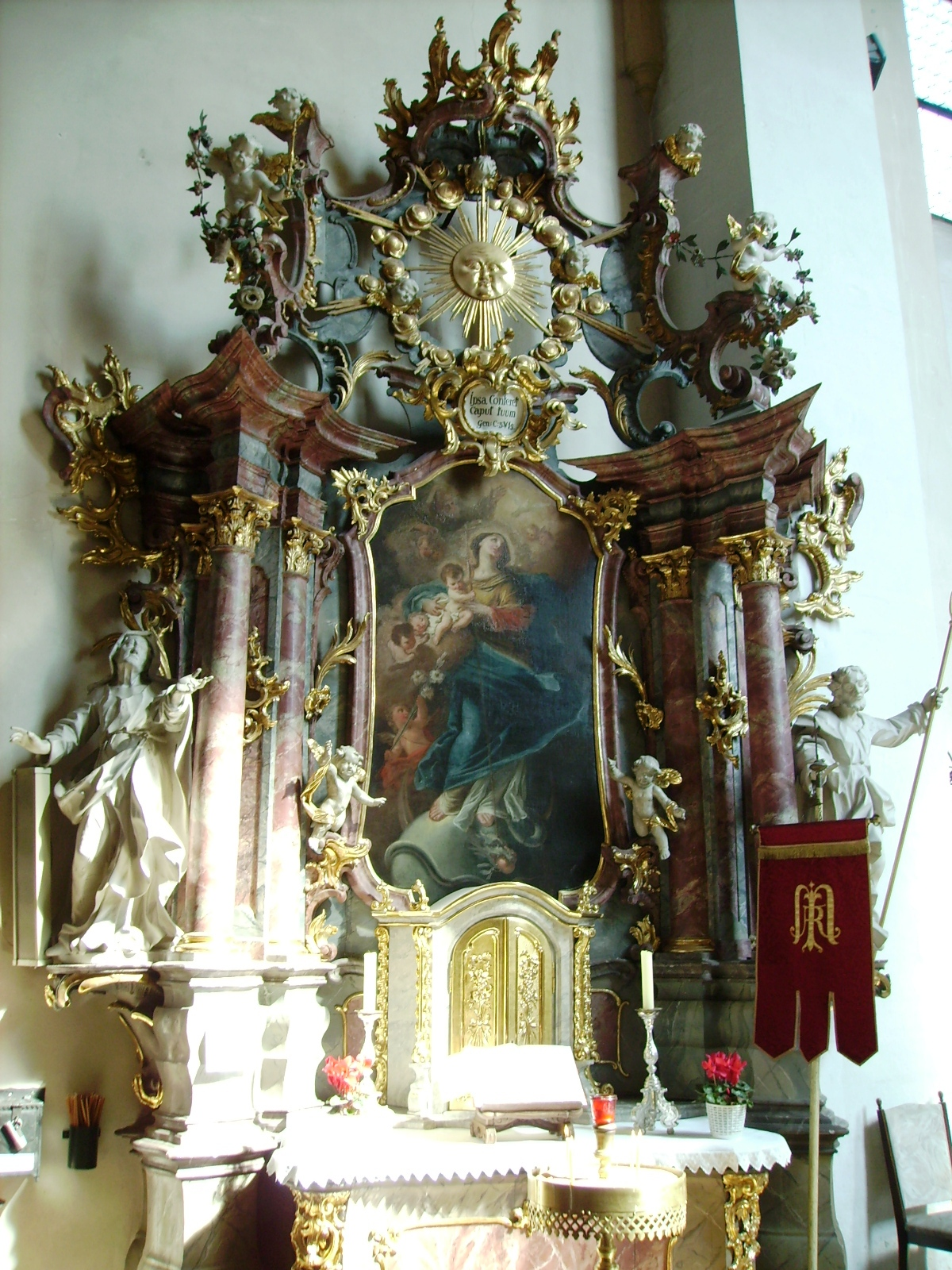
Maria de Victoria, Pfarrkirche St. Georg, Tückelhausen, Gemälde für den nördlichen Seitenaltar (1778)
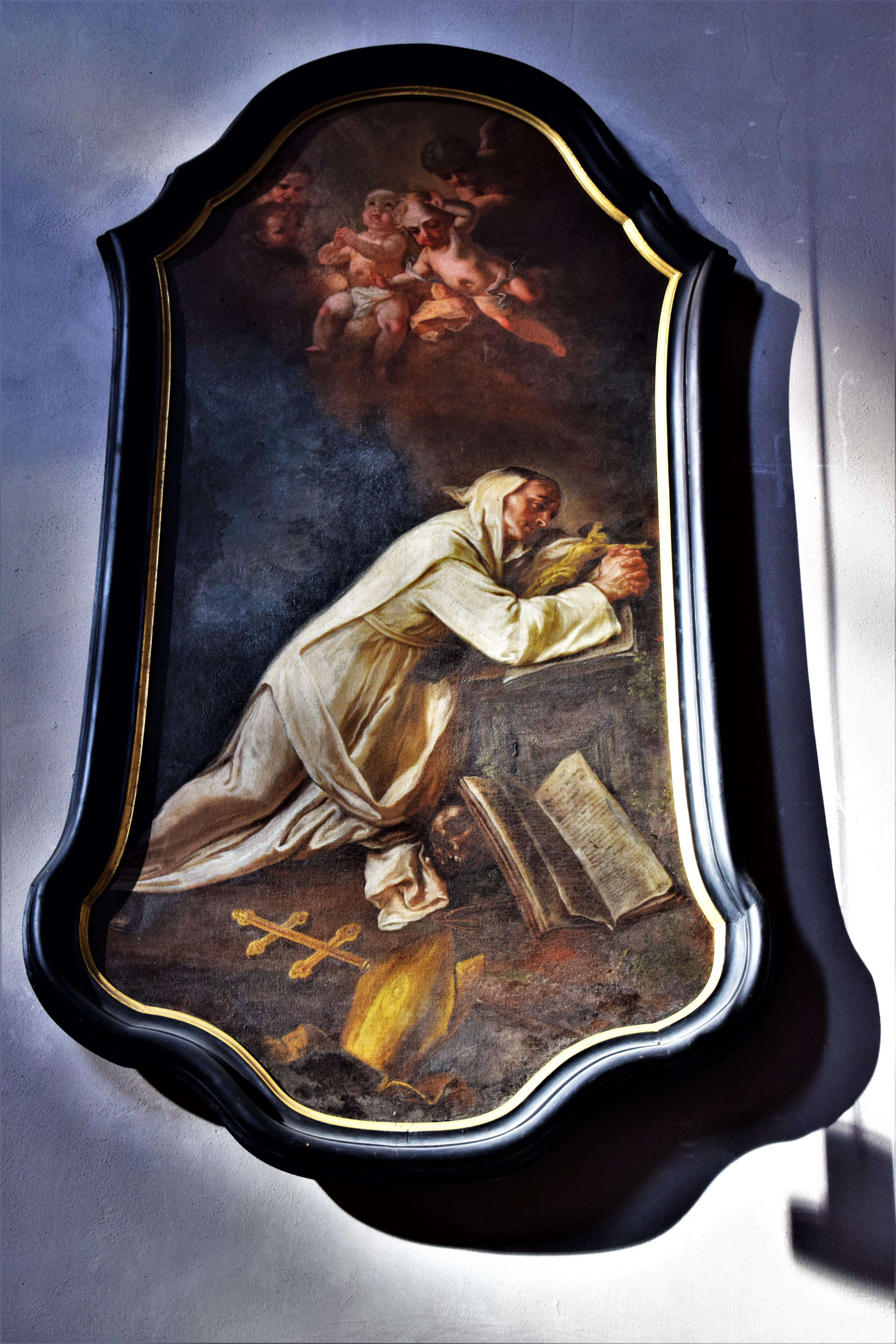
Der Hl. Bruno im Gebet, Klosterkirche Tückelhausen (1778)
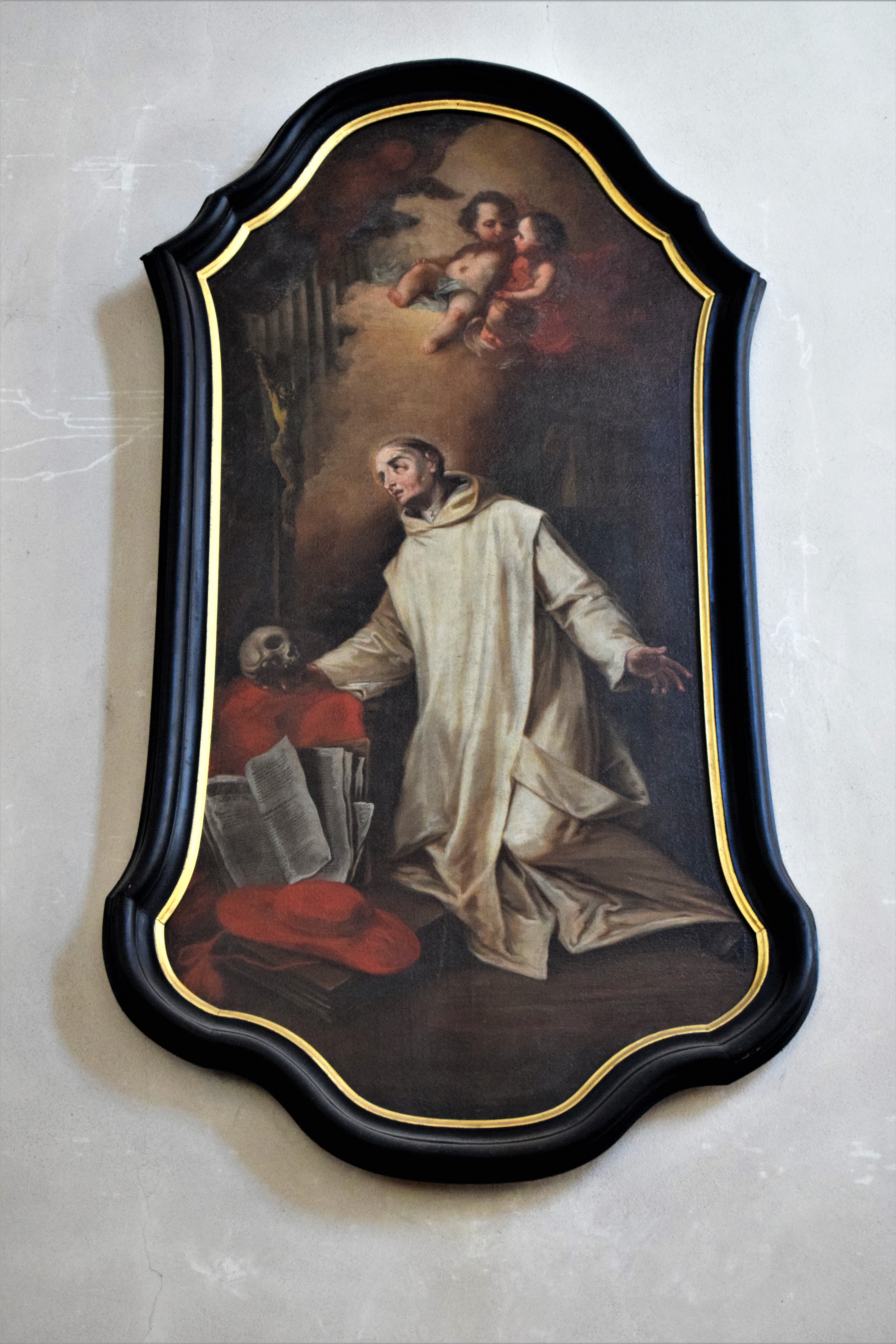
Kardinal Niccolò Albergati, Klosterkirche Tückelhausen (1778)

## Sonstiges
In der Gemeinde Estenfeld wurde die Andreas-Urlaub-Straße nach Johannes Andreas Urlaub benannt.